# Jerzy Harasimowicz

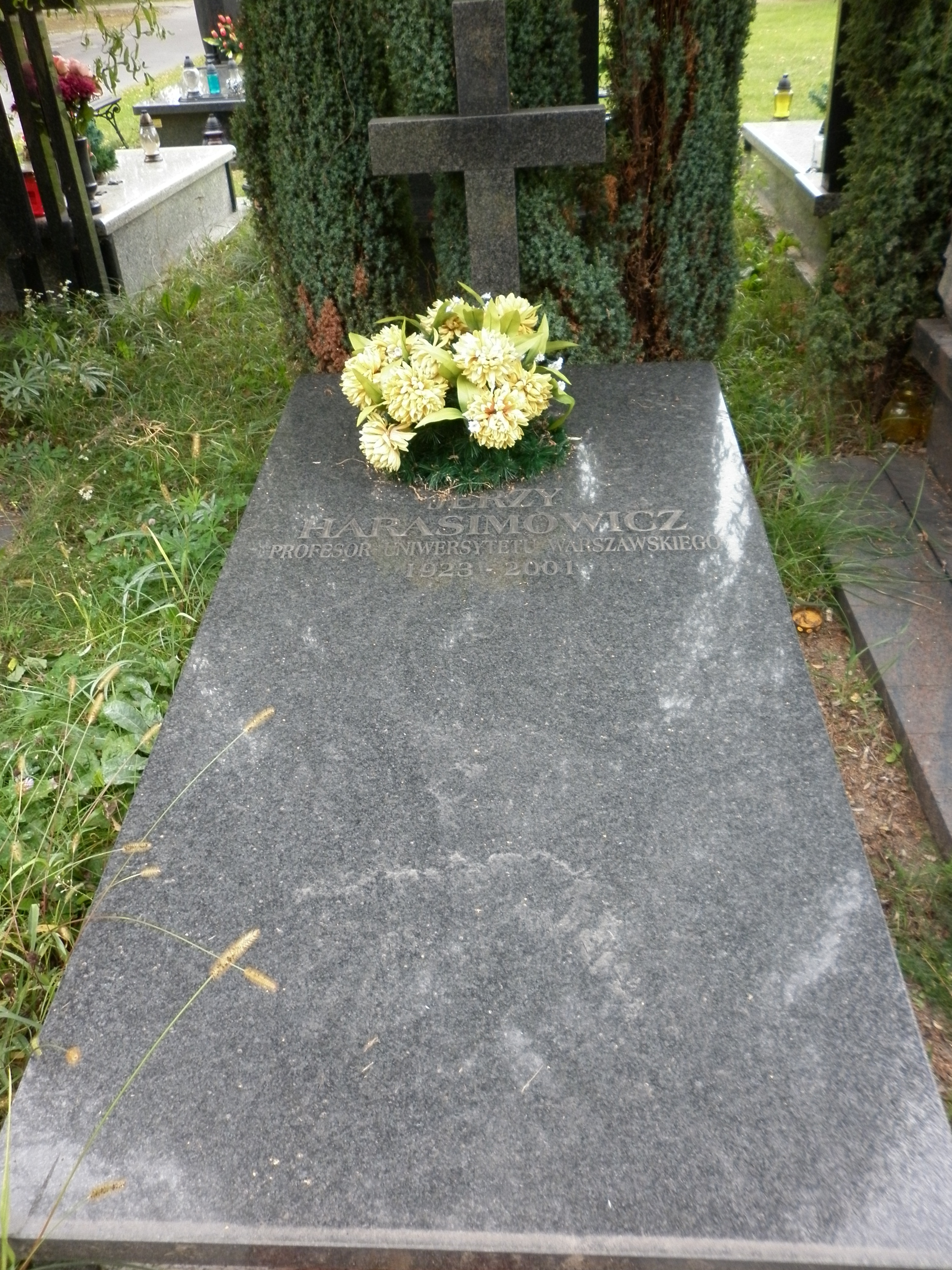
Grób Jerzego Harasimowicza na cmentarzu komunalnym Północnym

Jerzy Harasimowicz (ur. 1 stycznia 1923 w Oszmianie, zm. 14 maja 2001 w Warszawie) – polski prawnik, specjalista z zakresu prawa finansowego, profesor Uniwersytetu Warszawskiego.

## Życiorys
Ukończył studia prawnicze na Wydziale Prawa i Administracji Uniwersytetu Mikołaja Kopernika w Toruniu w 1949. Już na ostatnim roku studiów został wolontariuszem w Katedrze Skarbowości i Prawa Skarbowego UMK.
Od 1949 pracował na Wydziale Prawa Uniwersytetu Warszawskiego, gdzie przeszedł wszystkie szczeble kariery naukowej od starszego asystenta do profesora zwyczajnego. Stopień naukowy doktora uzyskał na Wydziale Prawa UMK w roku 1951 na podstawie rozprawy Rozwój terenowego prawa finansowego w Polsce (promotorem był prof. Leon Kurowski), a doktora habilitowanego na UW w 1965 na podstawie pracy Zagadnienia uchwalania budżetu socjalistycznego. W 1972 roku otrzymał tytuł naukowy profesora nadzwyczajnego, a 1982 profesora zwyczajnego.
Już w 1949 opublikował trzy artykuły w pracy pod red. L. Kurowskiego Wybrane źródła i literatura do obowiązującego prawa finansowego. Był współautorem podręcznika Prawo finansowe z 1955. W 1956 wydał dwutomowy podręcznik Budżet państwa. Od lat 60. zajmował się problematyką finansów przedsiębiorstw państwowych. W 1977 opublikował podręcznik Finanse i prawo finansowe.
Po zmianie systemu politycznego zajął się zagadnieniami prawa bankowego. Był współautorem monografii Polskie prawo bankowe 1918–1996 oraz Zasady polskiego prawa bankowego.
W latach 1969–1971, 1975–1982 i 1987–1994 był kierownikiem Zakładu Prawa Finansowego UW. Został wybrany dziekanem Wydziału Prawa i Administracji na trzy kadencje w latach 1981–1987 oraz 1990–1993. Był również dziekanem Wydziału Prawa i Administracji Szkoły Wyższej im. Pawła Włodkowica w Płocku.

## Odznaczenia
Był odznaczony m.in. Srebrnym Krzyżem Zasługi (1969) i Krzyżem Kawalerskim Orderu Odrodzenia Polski (1973).

## Wybrane publikacje
- Rozwój terenowego prawa finansowego w Polsce, Warszawa 1952
- Budżet państwa (t. 1–2), Warszawa 1956
- Budżet państwa, (współaut.: Zbigniew Pirożyński, Emanuel Winter), Warszawa 1957
- Zagadnienia uchwalania budżetu socjalistycznego, Warszawa 1965
- System finansowy przedsiębiorstw państwowych w PRL, Warszawa 1968
- Podstawowe zagadnienia systemu finansowego przedsiębiorstw państwowych w PRL, Warszawa 1970
- Polityka finansowa, Warszawa 1971
- Finanse i prawo finansowe, Warszawa 1977 (również następne wydania)
- Polskie prawo bankowe 1918–1996, (wpółaut.: Jolanta Gliniecka, Robert Krasnodębski), Warszawa 1996
- Zasady polskiego prawa bankowego, (wpółaut. Jolanta Gliniecka), Warszawa 1996
- Zasady polskiego prawa bankowego i dewizowego, (wpółaut. Jolanta Gliniecka), Warszawa 1999
- Zasady polskiego prawa budżetowego, (wpółaut. Jolanta Gliniecka), Warszawa 2000